# Can Torrent del Mas
Can Torrent del Mas és una masia de Santa Susanna (Maresme) protegida com a bé cultural d'interès local.

## Descripció
Edifici de planta rectangular, molt ampla, i teulada a dues vessants amb el carener perpendicular a la façana principal. Està envoltada d'un mur i té un ampli jardí al voltant. El portal és adovellat i les finestres són allindades amb brancals i ampit de pedra treballada. en la façana també es troba un rellotge de sol. En dos de les cantoneres hi ha unes petites construccions circulars cobertes amb cúpula que semblen garites de vigilància però que es feien servir com a comunes.

## Història
Masia reconstruïda al segle xvii i modernament ha estat restaurada.